# Charles Veron
Pour les articles homonymes, voir Veron.

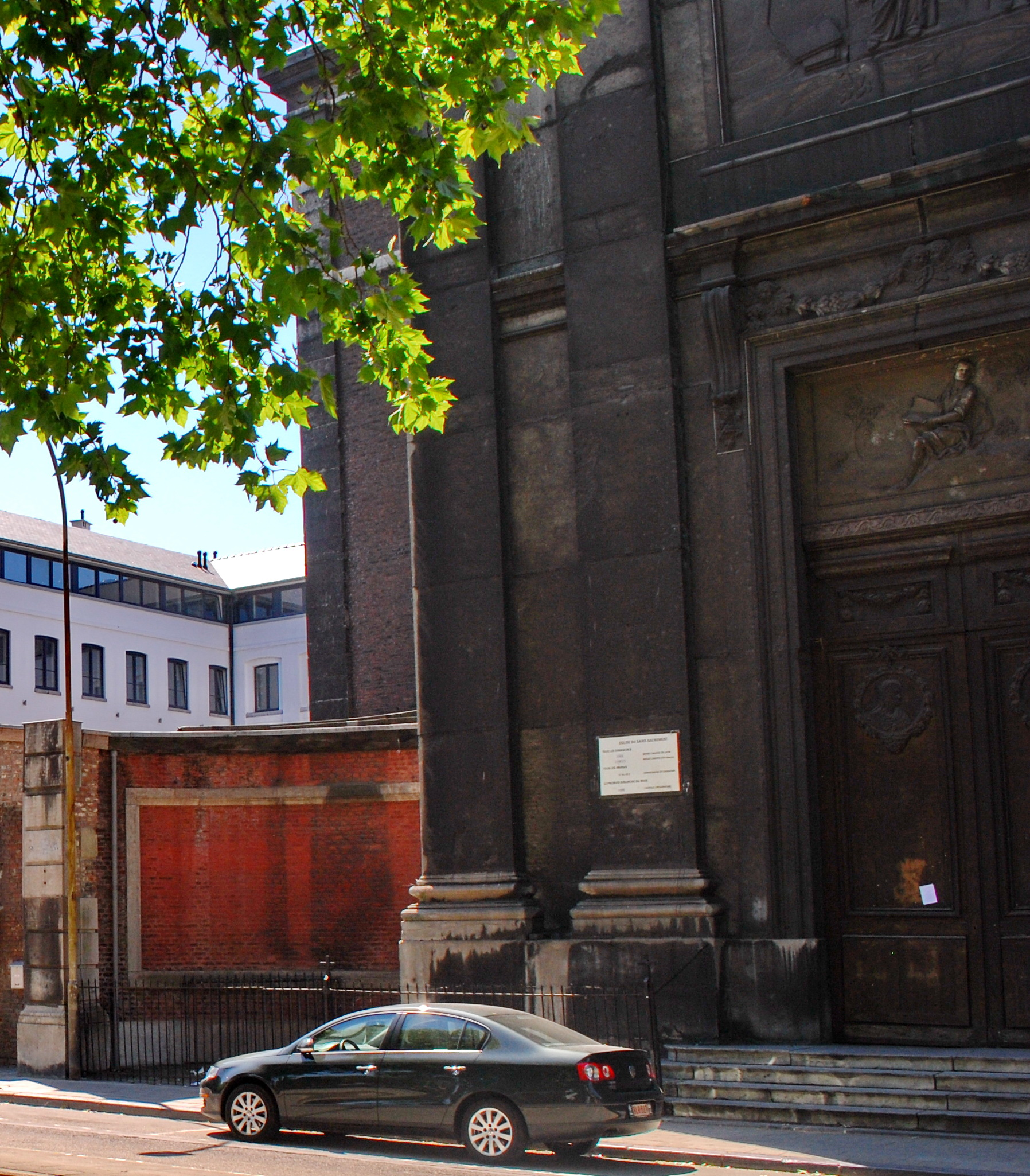
Ancienne église des augustins à Liège

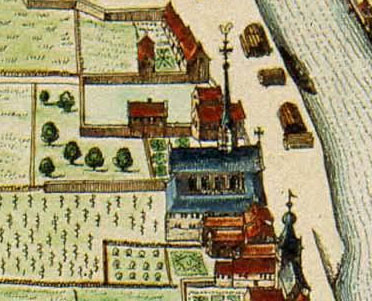
Couvent des augustins (Liège, 1649)

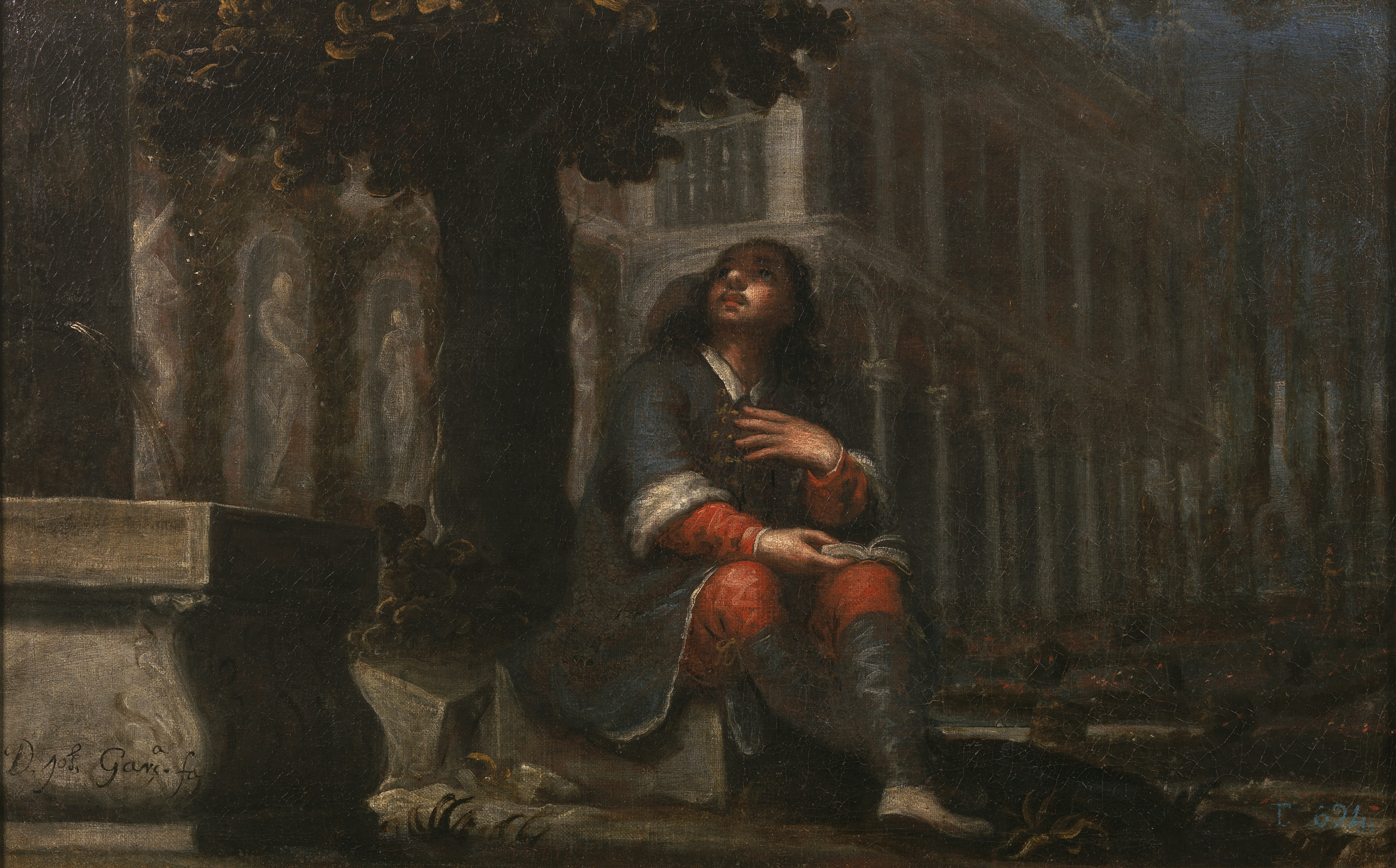
Augustin d'Hippone

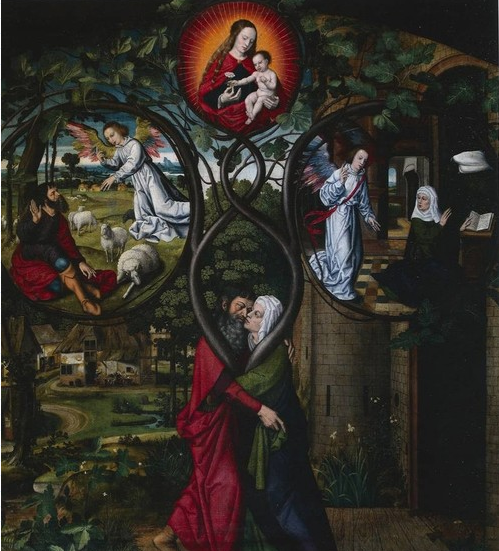
Une réflexion théologique sur les parents de la Vierge Marie (par Ambrosius Benson)

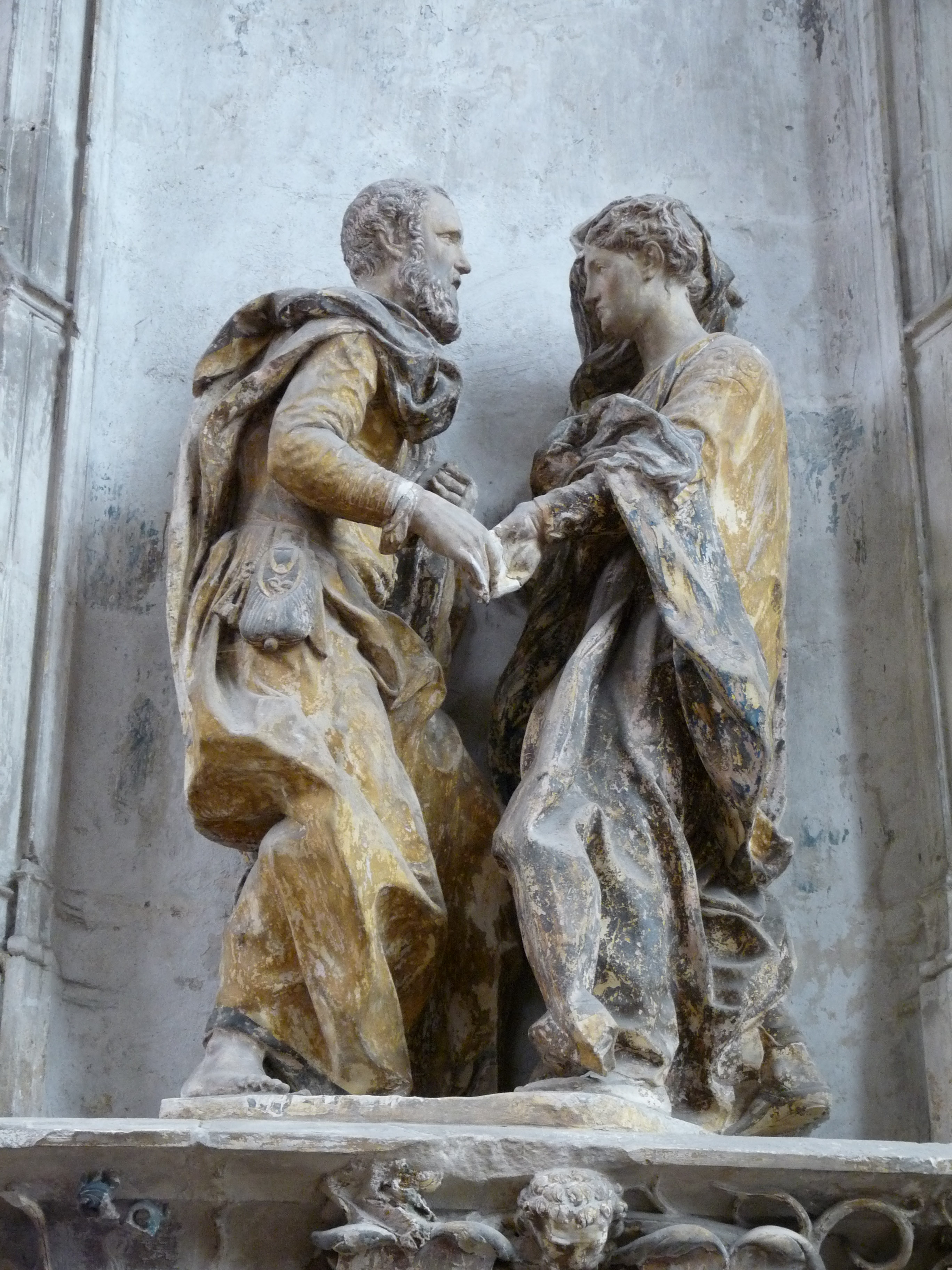
Anne et Joachim (Troyes)

Charles Veron (1576-1637) est un augustin wallon, traducteur et auteur d'ouvrages de spiritualité, à l'époque de la Contre-Réforme, dans les Pays-Bas du Sud et la principauté de Liège.

## Biographie
Charles Veron est né en 1576 à Saint-Aubert dans le Hainaut. En 1595, il entre à Tournai chez les Ermites de saint Augustin, où il fera profession l'année suivante. Sous-diacre en 1598, il est envoyé étudier la philosophie au couvent de Bruxelles, avant d'être ordonné prêtre en 1602. Il est mentionné en 1609, dans la communauté de Liège, avec le titre de docteur en théologie. On ignore cependant s'il a obtenu celui-ci à l'université de Douai ou à l'université de Salamanque. La dernière hypothèse semble la plus probable : en 1605, comme nombre de ses confrères belges, il aurait approfondi ses connaissances théologiques au sein de la dynamique province des augustins espagnols. On sait d'ailleurs qu'il a séjourné à cette époque à Bordeaux, où il a rencontré le cardinal de Sourdis. En 1612, il habite Tournai, prêche à Lille et prospecte le diocèse en vue d'implanter des couvents à Lille, Douai, La Bassée et Bouvines. De fait, des fondations auront bientôt lieu dans ces localités, par exemple à Lille à partir de 1614.
L'existence de Charles se partagera entre le couvent de Tournai (fondé à la fin du XIIIe siècle) et le couvent de Liège (fondé à la fin du XVe siècle). Il sera prieur à Tournai de 1613 à 1616, et de 1622 à 1625, et prieur à Liège, de 1619 à 1622. Il se verra également confier la charge de définiteur de la province à plusieurs reprises : entre 1613 et 1616, 1619 et 1622, 1625 et 1628, 1634 et 1637 (ce dernier mandat aux côtés de Jean Neeffs). De 1632 à 1635, il occupera un autre poste-clé : celui de visiteur de la province. Enfin, en 1637, il sera élu prieur provincial, mais décèdera trois mois plus tard, le 10 août 1637, à Tournai. Chargé de telles responsabilités, il apparaît comme un artisan majeur du redressement de l'ordre au XVIIe siècle dans l'Europe du Nord, après la période troublée de la Réforme, qui avait vu s'affronter, chez les augustins, conventuels et observants. En 1625, la Provincia Belgica, qui s'étendait sur les territoires actuels de la Belgique, de la Hollande, d'une partie de l'Allemagne et du nord de la France, comptera quelque huit cents membres et sera considérée comme la province la plus florissante de l'ordre, également au point de vue spirituel.

## Spiritualité
Imprimée en majorité à Tournai, l'œuvre de Charles Veron est orientée sur l'hagiographie et la conduite de la piété, avec une forte référence à la spiritualité augustinienne. Publié dès 1616, le premier ouvrage est la traduction d'une vita écrite en 1600 par Erasme Ghoye d'après un texte des environs de 1225, et s'intitule Vie et miracles de St Gerlach, hermite et confesseur. En 1631, Charles tire d'un ouvrage latin de l'augustin belge Cornelius De Corte, un Abrégé des vies des glorieuses sainctes Claire de Monte Falco et Rita de Cassia, appartenant toutes deux à la branche féminine de l'ordre.
Plus nombreuses sont les contributions de l'auteur à l'encadrement de la prière chrétienne, dans la ligne du Concile de Trente. D'abord, à travers la traduction, en 1616, d'un recueil de prières en flamand, d'Idelette de Grez : Le parterre de l'âme, qu'il fait suivre d'un opuscule de sa main : Traité de la paix de l'âme. Ensuite, par l'adaptation d'œuvres augustiniennes : en 1634, Les Soliloques du B. Alphonse d'Orosco, d'après l'œuvre homonyme de saint Alonso de Orozco; en 1631, Les soupirs de notre père St Augustin, d'après l'augustin espagnol Luis de los Angeles (1618), qui seront accompagnés, dans l'édition de 1634, d'un Traicté de l'origine, essence et efficace des pieux soupirs, ces deux dernières œuvres paraissant exploiter le même filon spirituel qu'un ouvrage sur la contrition écrit par Georges Maigret en 1613, en référence à la sensibilité de l'évêque d'Hippone. Enfin, trois ouvrages sont sans doute davantage destinés au clergé. À savoir, en 1627, Le bréviaire des bréviaires, ensemble d'enseignements théologiques, spirituels et pratiques sur la liturgie des heures, ainsi que Le psautier disposé selon les jours de la semaine, dans lequel les psaumes sont en français et les notes en latin; ou encore, en 1635, un Traicté de l'excellence de l'apostolat, ou de saint Barthélemy.
Dans cette perspective pastorale, une mention spéciale doit être réservée à la diffusion de la dévotion aux parents de la Vierge Marie. En 1616, Charles compose à Liège Les Heures de sainte Anne, à laquelle se trouvait dédiée l'église du couvent, et en 1624, il publie le triomphe des SS. Joachim et Anne, règlement de la confrérie qu'il avait fondée à Tournai, à la suite de la confrérie de la Ceinture de saint Augustin, établie quelques années auparavant par Georges Maigret. Probablement entendait-il ainsi proposer, dans une optique caractéristique des ordres mendiants, un modèle de vie spirituelle adapté aux laïcs : on trouve ainsi une confrérie de sainte Anne, implantée par les augustins à Reims dès 1520. De plus, cette dévotion prolongeait une campagne lancée dès la seconde moitié du XVe siècle en Allemagne et aux Pays-Bas, par un religieux carme, Arnold de Bosch. Il s'agissait, en effet, de travailler à l'imposition du dogme de l'Immaculée Conception, en exaltant la sainteté des géniteurs de la Vierge, de manière à conclure qu'ils avaient conçu celle-ci par pure obéissance à Dieu, sans recherche de la jouissance, la libido étant considérée comme le vecteur du péché originel.

### Œuvres
- Vie et miracles de St Gerlach, hermite et confesseur (Tournai 1616; Maastricht 1618, 1650, 1745)
- Le parterre de l'âme, suivi de Traité de la paix de l'âme (Anvers 1618)
- le triomphe des SS. Joachim et Anne (Tournai, 1624, augmenté 1633)
- Le bréviaire des bréviaires (Tournai, 1627)
- Le psautier disposé selon les jours de la semaine (Tournai 1627)
- Abrégé des vies des glorieuses sainctes Claire de Monte Falco et Rita de Cassia (Anvers 1631)
- Les soupirs de notre père St Augustin (Douai 1631; Tournai 1634)
- Les Soliloques du B. Alphonse d'Orosco (Douai 1631, Tournai 1634)
- Traicté de l'origine, essence et efficace des pieux soupirs (Tournai, 1634)
- Traicté de l'excellence de l'apostolat, ou de saint Barthélemy (Tournai, 1635)

### Étude(s)
M. Schrama, Veron Charles, in Dictionnaire de spiritualité ascétique et mystique, tome XVI, Paris, Beauchesne, 1994, p. 469-470.